# Marie Krøyer
Marie Triepcke Krøyer Alfvén (ur. 11 czerwca 1867 we Frederiksbergu, zm. 25 maja 1940 w Sztokholmie) powszechnie znana jako Marie Krøyer – duńska malarka. Została zapamiętana jako żona Pedera Severina Krøyera, jednego z najbardziej utalentowanych członków Malarzy ze Skagen.

## Życiorys

### Dzieciństwo i edukacja
Była córką Maxa Triepcke, dyrektora do spraw technicznych w J.H. Rubens Loomery, i jego żony Minny Augusty Kindler, która wyemigrowała do Danii z Niemiec w 1866. Marie miała braci Wilhelma i Valdemara.

Od dziecka Marie wykazywała zainteresowanie sztuką. Chciała zostać malarką. Mimo społecznego sprzeciwu wobec takiej kariery dla kobiet, Marie była wspierana przez rodziców. W latach 80. XIX wieku pobierała prywatne lekcje u Carla Thomsena, otrzymywała pomoc od Berthy Wegmann, czołowej wówczas portrecistki, której Marie pozowała w wieku 16 lat. Ponieważ nie było wówczas szkół artystycznych dla kobiet, Marie chciała zaoszczędzić pieniądze dzięki stworzeniu grupy młodych aspirujących artystek, które wypożyczyłyby studio i pobierały prywatne nauki od specjalistów, którzy zgodziliby się je kształcić. Wśród artystów, którzy przychodzili do studia, był Laurits Tuxen oraz przyszły mąż Marie, Peder Severin Krøyer (chociaż podchodził on lekceważąco do pomysłu szkoły dla młodych artystek). W czerwcu 1888 Marie zaręczyła się z Robertem Hirschsprungiem, kuzynem przyjaciółki z dzieciństwa, Idy Hirschsprung, synem Pauline i Heinricha Hirschsprungów. Prawdopodobnie to chorujący na depresję mężczyzna niedługo potem zerwał zaręczyny. 

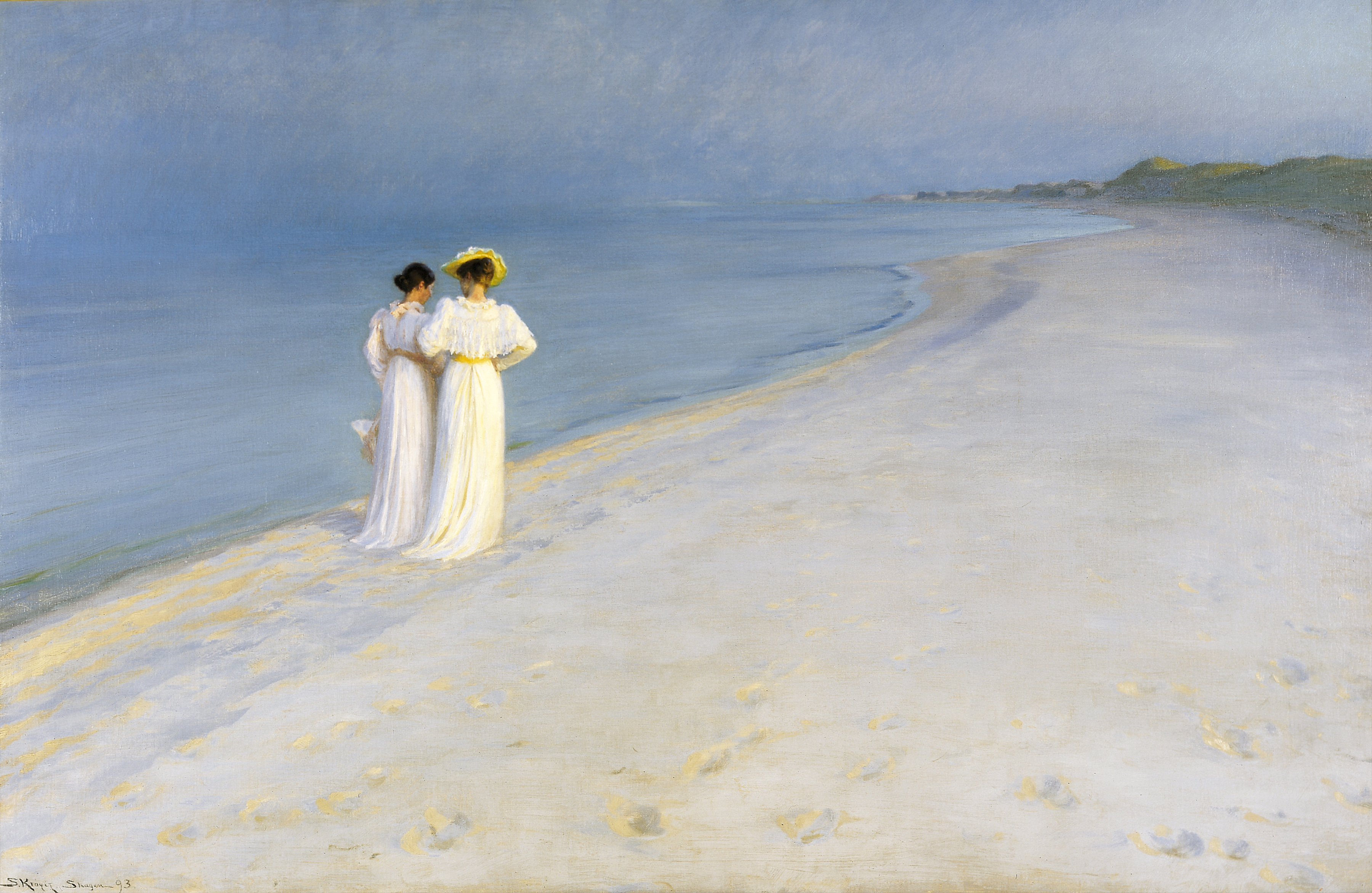
P.S. Krøyer, Letni wieczór na plaży w Skagen: Anna Ancher i Marie Krøyer na spacerze, 1893

W 1887 Marie po raz pierwszy pojechała do Skagen, ale nie zachowały się informacje o powstałych wówczas jej dziełach. W grudniu 1888 udała się do Paryża, gdzie wiosną 1889 wraz z Anną Ancher zaczęła naukę w pracowni Pierre’a Puvisa de Chavannesa. Ancher, Dunka ze Skagen, stała się przyjaciółką Marie na całe życie. Marie Krøyer uczyła się również w pracowniach Gustave’a Courtoisa oraz Alfreda Philippe’a Rolla, odkrywając impresjonizm i realizm, które silnie wpłynęły na jej styl malarrstwa. Była jedną z pierwszych kobiet, które miały wystawę w Den Frie Udstilling w 1891.

Marie zaprzyjaźniła się z małżeństwem artystów, Haraldem Slott-Møllerem i Agnes Rambusch. Agnes przez całe życie wspierała i zachęcała Marie do działalności artystycznej. Inni przyjaciele, z którymi Marie prowadziła obszerną korespondencję, to Georg Brandes, duński krytyk literacki, oraz poeta Sophus Schandorf i jego żona, która traktowała Marie jak córkę. 

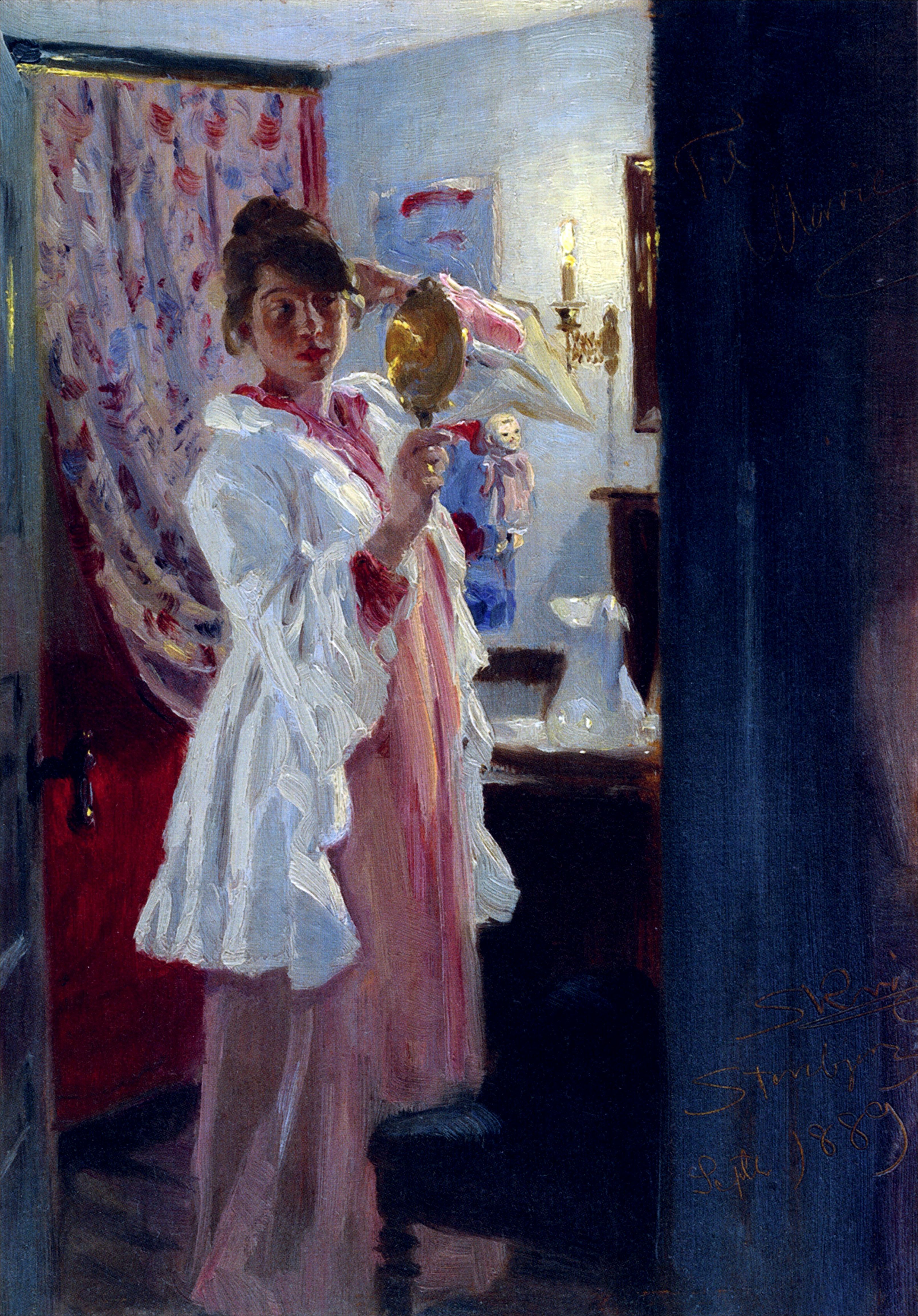
P.S. Krøyer, Pomieszczenie z Marie Krøyer, 1889

### Pierwsze małżeństwo

P.S. Krøyer, Państwo Krøyer w letni wieczór na plaży w Skagen, 1899

Marie Triepke zaręczyła się z P.S. Krøyerem 7 maja 1889. Ślub wzięli 23 lipca tego samego roku w domu Triepke w Augsburgu. Spędzili miesiąc miodowy w Stenbjerg, w rybackiej wiosce w północno-zachodniej części Jutlandii na dawnej wyspie Thy. To właśnie tu Krøyer po raz pierwszy namalował serię obrazów poświęconą żonie. Później dużo podróżowali po Italii – zwiedzili Amalfi i Ravello. W tym czasie Marie zachorowała na tyfus, co zniechęciło ją do zajmowania się malarstwem. Jedyną zachowaną z tego okresu jej pracą jest studium małej włoskiej dziewczynki. Para powróciła do Danii w grudniu 1890. Po pobycie w Kopenhadze i Hornbæk w maju 1891 udali się do Skagen. Przez parę następnych lat spędzali wakacje w Skagen, a zimy w Kopenhadze. Na pierwszych wakacjach zatrzymali się w hotelu Brøndums. Od 1894 wypożyczyli domek w Skagens Vesterby, a w 1895 przeprowadzili się do własnego domu w Byfogedskoven. 

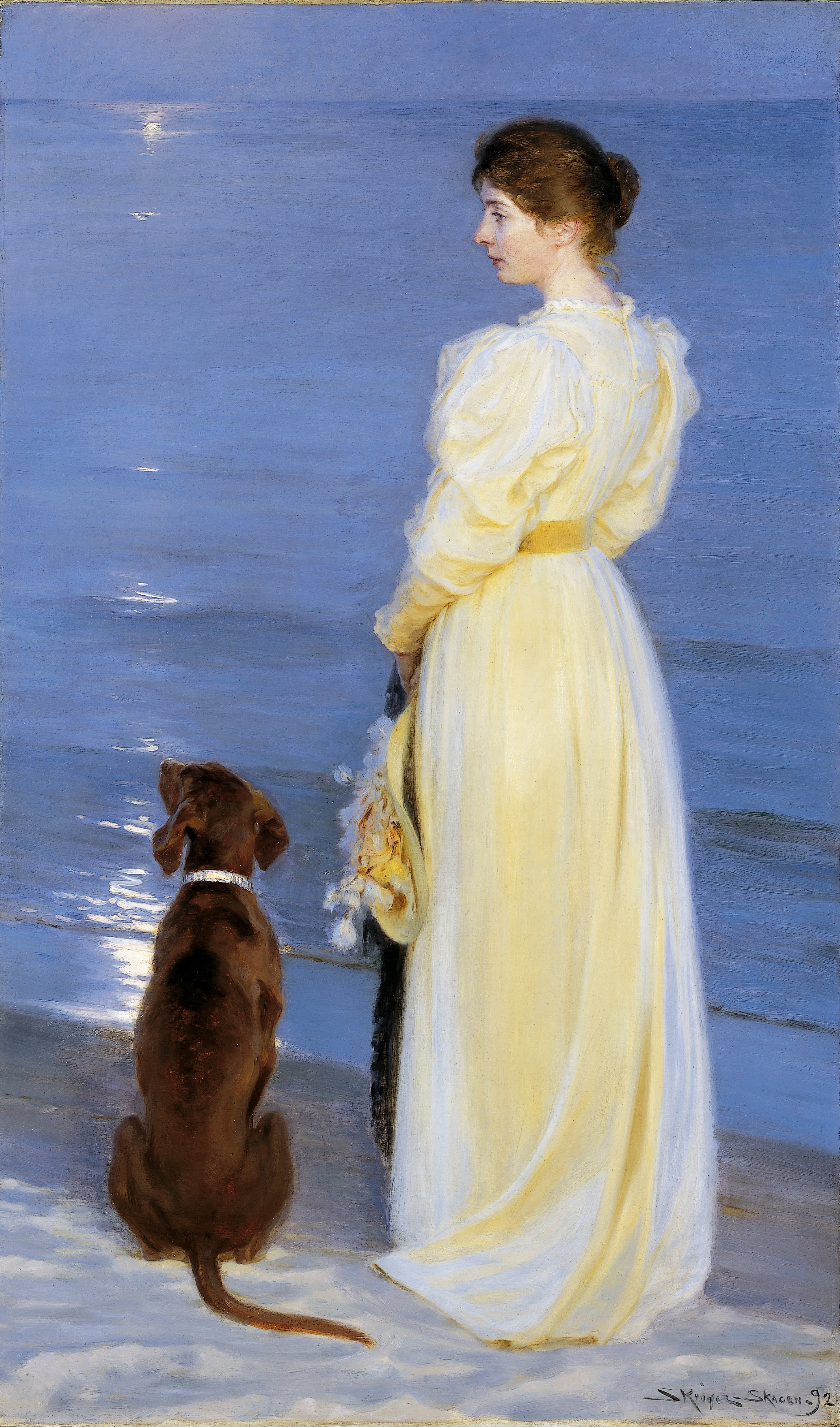
P.S. Krøyer, Letni wieczór w Skagen, 1892

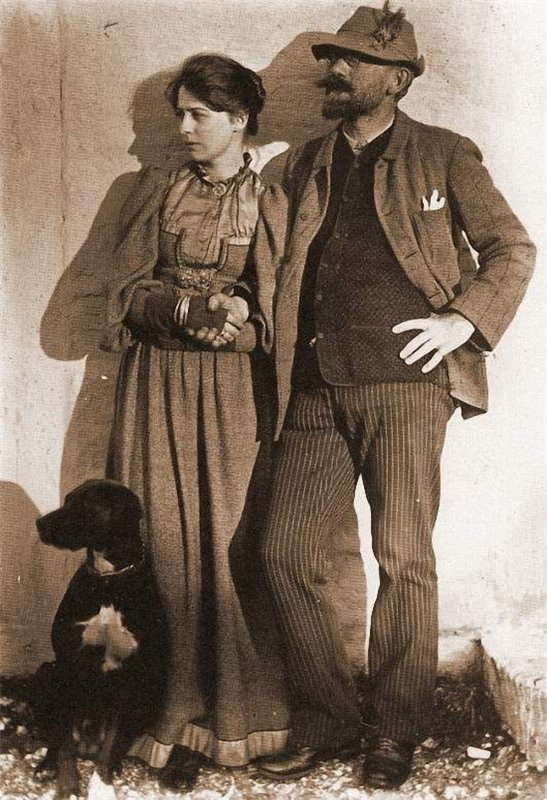
Marie i Peter Krøyer i ich pies w Skagen, 1892

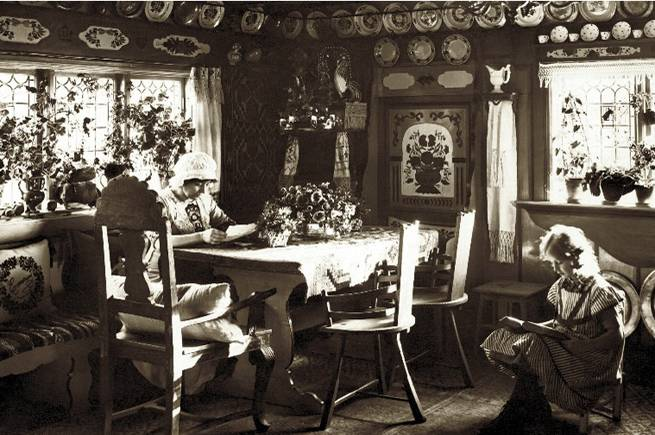
Marie Krøyer z córką Margitą w Alfvengaarden, 1912

Małżeństwo z Krøyerem wpłynęło na spadek ambicji Marie do pracy jako malarka. Tylko jedną jej pracę z pewnością można uznać za wykonaną w Skagen. Marie skupiła się na wykończeniu domku wakacyjnego, projektując meble. Tak samo robiła zimą w domu w Kopenhadze.
Na podstawie jej korespondencji można dostrzec, że miała problemy z pewnością siebie i zdrowiem. Po narodzinach córki Vibeke w 1895 Marie cierpiała na depresję poporodową. Znajomi opisali ją jako wycofaną, często narzekającą na bóle głowy i odpoczywającą w łóżku.
Kiedy Vibeke była dzieckiem, stan zdrowia ojca zaczął się pogarszać z powodu choroby psychicznej. W 1900 został przyjęty do szpitala psychiatrycznego w Middelfart na pierwszy z wielu długich pobytów. Marie spędzała z mężem coraz mniej czasu. Po tym, jak zachorował, Marie zrezygnowała z prób malarskich.

### Drugie małżeństwo
W 1902 podczas wizyty w Taorminie, gdzie przebywała z córką, Marie poznała Hugo Alfvéna, który lat był pod wrażeniem jej piękna uchwyconego na obrazach męża. Zaprosiła do siebie przyjaciółkę, piosenkarkę Annę Norrie, oraz goszczonego przez nią w Berlinie Alfvéna. Relacja Marie z o 5 lat młodszym mężczyzną rozwijała się tak szybko, że od razu po powrocie z Włoch Marie udała się do Paryża i zażądała rozwodu. Krøyer odmówił, wierząc, że to przelotne zauroczenie, i nakazał żonie wrócić do Skagen. Marie spotykała się z Alfvénem w Skagen, Kopenhadze lub w Szwecji. Gdy zaszła z Alfvénem w ciążę, Krøyer zgodził się na rozwód. Zachował opiekę nad Vibeke.

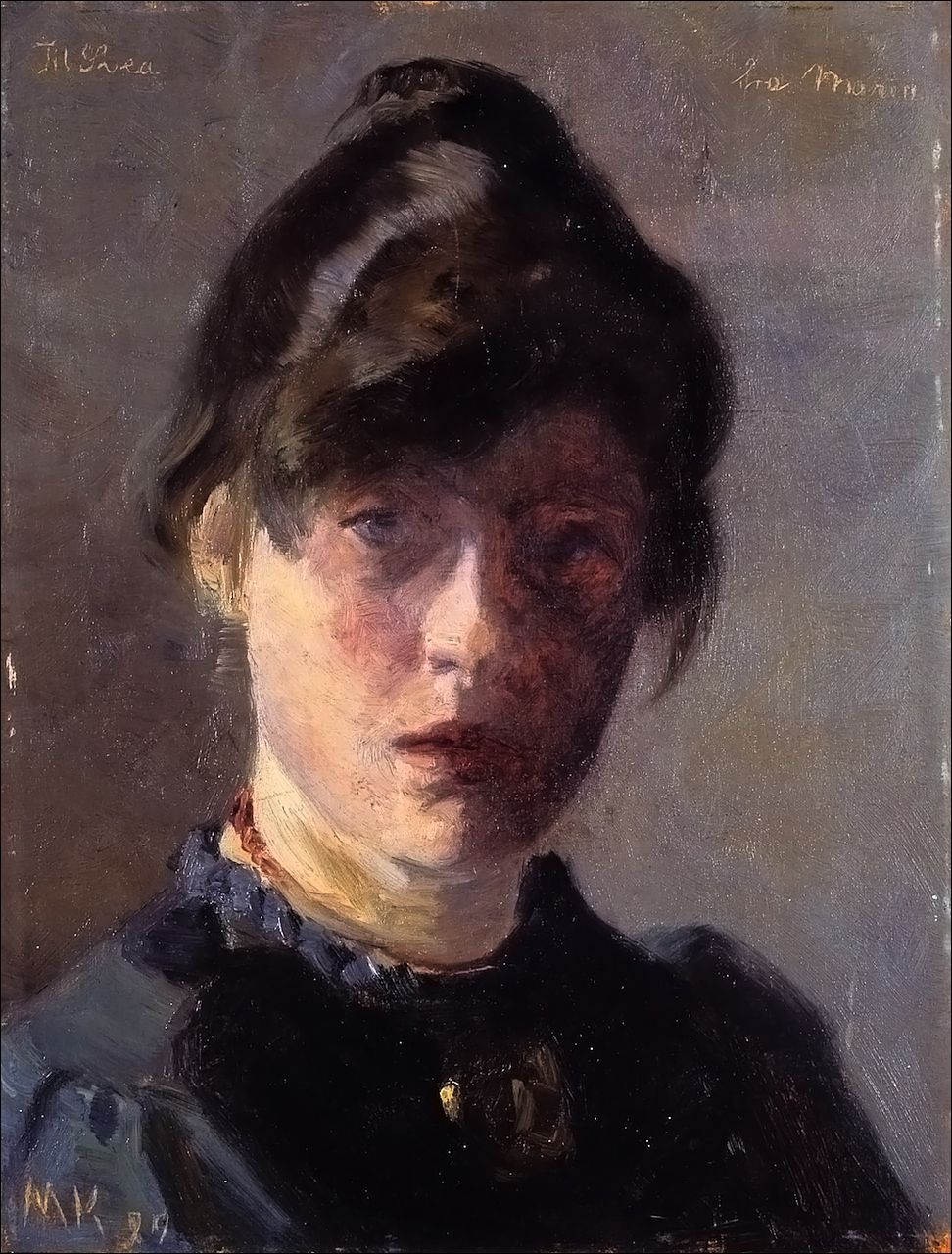
Marie Krøyer, Autoportret, 1889

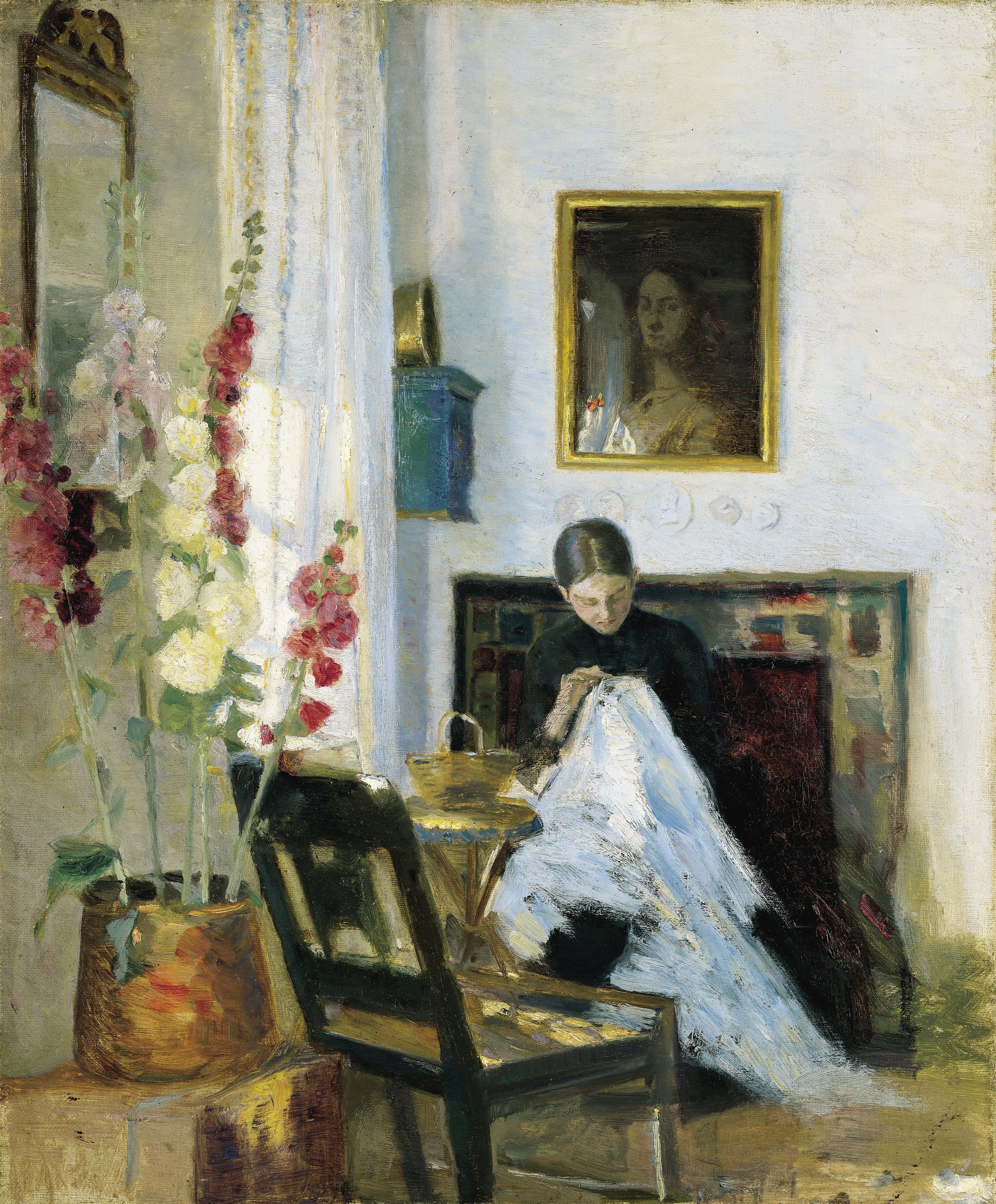
Marie Krøyer, Wnętrze z szyjącą kobietą, data nieznana

Druga córka Marie, Margita, urodziła się w Kopenhadze w 1905. Po 2 latach Marie wyjechała do Alfvéna do Szwecji. Krøyer, którego zdrowie pogorszyło się od czasu rozwodu, zmarł w Skagen w listopadzie 1907. Marie pojawiła się na pogrzebie.
Na początku Alfvén nie był pewien co do ślubu z Marie, obawiają się, że wpłynie to na jego karierę jako chórmistrz. Ślub odbył się 30 stycznia 1912 w Uppsali. Para przeprowadziła się do nowego domu (Alfvéngaard) w Tällberg.
Już przed ślubem Marie odkryła, że Alfvén zdradzał ją z wieloma kobietami. Chciała małżeństwa dla dobra Margity. W 1928 Alfvén zażądał rozwodu. Po licznych sporach sądowych para rozwiodła się w 1936. Dom Alfvéngaard, główny punkt sporu, został przepisany Margicie. Marie przeprowadziła się do Sztokholmu, gdzie do śmierci żyła samotnie.

## Twórczość

### Obrazy i szkice
W latach małżeństwa z Krøyerem Marie mało malowała, postrzegała się jako mniej utalentowana. Czuła frustrację, że nie mogła w pełni poświęcić się malarstwu z powodu małżeństwa i macierzyństwa.
Przetrwało niewiele dzieł Marie. Większość to małe płótna. Według Lisy Svanholm to dowód, że Marie nie wierzyła w swój talent. Na szczególną uwagę zasługuje jej impresjonistyczny Autoportret (1889) z ponurym obrazem samej siebie, podkreślonym przez grube machnięcia pędzlem i cień opadający na większą część twarzy. Jej ostatni znany obraz to impresja, przedstawia rynek we francuskim miasteczku (1898).
Obrazy przekazane przez zmarłą w 1986 córkę Marie, Viebeke, do Muzeum Sztuki w Skagen ukazują talent malarki z niewykorzystanym potencjałem, która mogła stać się jedną z czołowych artystek Skagen. Tę opinię potwierdzono w 2002 w związku z wydaniem książki Tonni Arnolda Kunsten i Marie Krøyers liv i wystawą dotychczas nieznanych prac malarki (40 obrazów i 20 szkiców) w Kunstforeningen w Kopenhadze. Prace odnaleziono we Szwecji. Kilka prac Marie Krøye znajduje się w kolekcji Muzeum sztuki w Skagen.

### Dekoratorstwo
Do projektowania mebli zainspirował Marie szkocki projektant Charles Rennie Mackintosh. Kiedy w 1895 wraz z pierwszym mężem przeprowadziła się do domu urzędniczego w Skagen Vesterby, zaprojektowała meble i wnętrze. Podobnie zrobiła, gdy nabyli swój dom w Bergensgade w Kopenhadze. Niektóre z jej mebli są przechowywane w Narodowym Muzeum Danii. Ponieważ prenumerowała czasopismo „The Studio”, mogła śledzić twórczość Williama Morris i Edwarda Burne-Jones, którzy byli członkami Arts and Crafts Movment. Rozszerzyły zainteresowania o kominki, tkaniny, wyposażenie kuchni i panele ścienne. Zainspirowała architekta ze Skagen, Ulrika Plesnera, by uwzględnił w swoich pracach plany Marie.
Zaprojektowała wyposażenie domu Alfvénsgaard, w którym mieszkała wraz z drugim mężem w Tällberg w Szwecji. W 1905, po tym jak Krøyer zgodził się na rozwód, przeprowadziła się do Dalarnay w Szwecji, gdzie Alfvén kupił duży kawałek ziemi przy Siljan. Marie zaplanowała nowy dom, Alfvénsgaard, łącząc szwedzkie tradycje budowlane z wnętrzami w stylu Art Nouveau z uwzględnieniem duńskiego rzemiosła. Lokalni rzemieślnicy wykonali zadanie, choć nie byli przyzwyczajeni do przyjmowania zleceń od kobiety.

## Śmierć
Zmarła na raka. Jest pochowana na cmentarzu w Leksand w środkowej Szwecji, niedaleko Alfvéngaard. Obok pochowano jej dwie córki, Vibeke i Margitę.

## Upamiętnienie
W 2012 powstał o niej biograficzny film The Passion of Marie.